# Donker licht
Donker licht is een hoorspel van Gerrit Pleiter. De NCRV zond het uit op vrijdag 24 mei 1968. De regisseur was Ab van Eyk. De uitzending duurde 70 minuten.

## Rolbezetting
- Huib Orizand, Wam Heskes & Han König (Kiel, Stroe & Geel, drie broers)
- Hans Veerman (Volke, oudste zoon van Stroe)
- Hans Karsenbarg (Meie, zijn jongste zoon)
- Hetty Berger (Baaf, pleegdochter van Kiel)

## Inhoud
Dit hoorspel speelt beurtelings op een boerderij waar Kiel, zijn pleegdochter Baaf en zijn neef Meie wachten op de thuiskomst van de wiermaaiers, en aan boord van het wierschip waarmee de twee broers van Kiel en nog een neef landwaarts koersen. Het maaien van wier op de Waddenzee levert een bijverdienste op in de tijd dat er op het land niet veel te doen is. Een andere bron van inkomsten is het strandjutten. De drie maaiers hebben een “ding” gejut dat vlak onder de kust in het water lag. Vlak voordat zij het vonden, gebeurde er iets eigenaardigs. Het water begon te stuiven, er kwam een felle opkruiver, de lucht verduisterde, het weerlichtte. Zodra het vreemde voorwerp in de bun ligt opgeborgen, gebeuren er nog vreemdere dingen: de mannen worden blind en krijgen blaren op de handen. Ondertussen zoeken soldaten met geigertellers het eiland af. Er is namelijk een vliegtuig met gevaarlijke lading neergestort. Het drama ontwikkelt zich rondom de blindheid als kern. “Stel je voor dat je blind was,” zegt Baaf, “dan was het enige wat je zeker wist je eigen gedachte. Je zou aan iemand denken, dan was die gedachte aan hem zijn aanwezigheid.” Een ontroerend hoogtepunt is wanneer Baaf, door voor het voltallige gezin te koken, een soort bezwering voltrekt. De blinden aan boord worden geestelijk ziende. Ze nemen hun “verdoemenis” op zich. Het “donker licht” in de bun komt nimmer aan land…